# 科隆紹·烏斯托皮連恩
科隆紹·烏斯托皮連恩（英語：Komronshokh Ustopiriyon，1993年1月7日—）為塔吉克柔道運動員。他參加2016年夏季奧林匹克運動會柔道比賽90公斤級賽事。他也曾在2018年亞洲運動會上獲得男子90公斤級銅牌。